# 巩家河镇
巩家河镇，是中华人民共和国陕西省汉中市宁强县一个已撤销的乡级行政区，2015年，陕西省民政厅批复同意撤销巩家河镇，将其所辖行政区域划归代家坝镇。